# Marek Kodr
Marek Kodr (Praga, 17 agosto 1996) è un calciatore ceco, difensore del Motorlet Praga.